# Čičarovce
Čičarovce es un municipio del distrito de Michalovce en la región de Košice, Eslovaquia, con una población estimada a final del año 2024 de 928 habitantes.
Se encuentra ubicado al noreste de la región, en la cuenca hidrográfica del río Bodrog (afluente derecho del Tisza) y cerca de la frontera con la región de Prešov, Ucrania y Hungría.

## Demografía
| Año        | 1994 | 2004     | 2014    | 2024    |
| ---------- | ---- | -------- | ------- | ------- |
| Población  | 732  | 852      | 901     | 928     |
| Diferencia |      | +16,39 % | +5,75 % | +2,99 % |

| Año        | 2023 | 2024    |
| ---------- | ---- | ------- |
| Población  | 930  | 928     |
| Diferencia |      | −0,21 % |